# 法蘭西絲卡·拉特納薩里
法蘭西絲卡·拉特納薩里·哈里斯（印尼語：Fransisca Ratnasari Haris，1986年10月2日—），是一名已退役印尼女子羽球運動員，出生於日惹特區士列曼縣。
法蘭西絲卡被人們稱為“娜娜”，8歲開始打羽毛球。她13歲加入Jaya Raya雅加達羽球俱樂部。2003年，她入選印尼國家羽球隊。2004年，她成為印尼優霸盃代表隊的一員。在印尼羽球公開賽上，娜娜在第三輪擊敗法國的皮紅艷。在日本羽球公開賽上，娜娜晉級四分之一決賽。在2005年蘇迪曼盃上，娜娜在對陣丹麥隊時擊敗卡米拉·索倫森，幫助印尼隊進入了最後一輪。
在2006年亞運會上，娜娜在16強賽中輸給了中國名將張寧。2007年，她參加了泰國曼谷舉行的夏季大學運動會。在2008年優霸盃上，娜娜是印尼隊第四單打選手，沒有機會上場。印尼隊最終進入決賽，但被中國擊敗。2009年1月初，由於印尼羽球協會（PBSI）在新主席的領導下進行了改革，娜娜已從國家培訓中心退出。後來她轉移到新俱樂部針記並代表該俱樂部參加比賽。